# Finta
Finta è un comune della Romania di 4 532 abitanti, ubicato nel distretto di Dâmbovița, nella regione storica della Muntenia.
Il comune è formato dall'unione di 4 villaggi: Bechinești, Finta Mare, Finta Veche, Gheboaia.